# Ståle Stensaas
Ståle Stensaas, né le 7 juillet 1971 à Trondheim (Norvège), est un footballeur norvégien, qui évoluait au poste de défenseur au Rosenborg BK et en équipe de Norvège.
Stensaas a marqué un but lors de ses neuf sélections avec l'équipe de Norvège entre 2001 et 2008. 

## Carrière
- 1991-1997 : Rosenborg BK
- 1997-1999 : Glasgow Rangers
- 1999 : Nottingham Forest
- 1999-2000 : Glasgow Rangers
- 2007-2008 : FK Lyn
- 2008 : Lillestrøm SK

## Palmarès

### En équipe nationale
- 9 sélections et 1 but avec l'équipe de Norvège entre 2001 et 2008.

### Avec Rosenborg BK
- Vainqueur du Championnat de Norvège de football en 1994, 1995, 1996, 2000, 2001, 2002, 2003, 2004 et 2006.
- Vainqueur de la Coupe de Norvège de football en 1995 et 2003.

### Avec les Glasgow Rangers
- Vainqueur du Championnat d'Écosse de football en 1999 et 2000.
- Vainqueur de la Coupe d'Écosse de football en 1999 et 2000.
- Vainqueur de la Coupe de la Ligue en 1998.